# Hylomys macarong
Hylomys macarong ist eine Art der Kleinen Rattenigel innerhalb der Igel (Erinaceidae). Sie kommt im südlichen Vietnam vor, wo sie Wald- und Gebüschlandschaften im Tiefland bis hin zu mittleren Berglagen bewohnt. Die Tiere repräsentieren mittelgroße Vertreter der Kleinen Rattenigel. Wie ihre Verwandten zeichnen sie sich durch ein spitzmausartiges äußeres Erscheinungsbild mit bräunlichem Fell aus. Hervorzuheben sind bei Hylomys macarong die bei männlichen Individuen rostfarbene Brust und die stark verlängerten oberen inneren Schneidezähne. Letztere zeigen eine gewisse Längenvariation zwischen den Geschlechtern. Über die Lebensweise sind bisher nur wenige Informationen verfügbar. Ursprünglich galten die Tiere der Region als dem Kurzschwanz-Rattenigel zugehörig. Genetische Untersuchungen aus dem Jahr 2014 ließen jedoch eine Eigenständigkeit vermuten. Dies bestätigte eine umfassende Revision der Gattung der Kleinen Rattenigel aus dem Jahr 2023, in deren Zuge Hylomys macarong wissenschaftlich eingeführt wurde. Die Gefährdung des Bestandes ist unbekannt, die Art lebt jedoch in einem Gebiet, das starker Entwaldung unterliegt.

## Merkmale

### Habitus
Hylomys macarong ist ein mittelgroßer Vertreter der Kleinen Rattenigel. Seine Gesamtlänge variiert von 13,5 bis 17,0 cm. Davon entfallen 13,0 bis 14,5 cm auf den Kopf und den Rumpf sowie 2,0 bis 2,5 cm auf den Schwanz. Letzterer ist damit verhältnismäßig lang und nimmt etwa 16,8 % der Länge des restlichen Körpers ein. Die Werte beruhen auf der Untersuchung von etwas mehr als einem halben Dutzend Individuen. Angaben zum Körpergewicht liegen nicht vor. Im äußeren Erscheinungsbild entsprechen die Tiere den anderen Vertretern der Rattenigel, was durch ihre spitzmausartige Gestalt hervorgehoben wird. Das Rückenfell weist eine generell braune Farbgebung auf und ist durchsetzt mit dicken, schwärzlichen und goldbraunen Leithaaren. Die Unterseite zeigt sich rostfarben, vor allem bei männlichen Exemplaren. Möglicherweise bestehen hier aber jahreszeitliche Unterschiede, da Individuen, die im April gefangen wurden, diese Tönung nicht aufwiesen. Die rostfarbene Brust unterscheidet Hylomys macarong jedoch von Hylomys peguensis, dessen Unterseite eher hellgräulich erscheint. Der Schwanz ist wie bei allen Kleinen Rattenigeln nahezu nackt und zweifarbig. Die Ohren weisen Längen von 1,6 bis 2,0 cm auf. Sie sind einheitlich braun gefärbt und lassen den weißen Rand von Hylomys peguensis vermissen. Ebenso sind die Füße bräunlich koloriert. Der Hinterfuß wird 2,4 bis 2,5 cm lang, mit Krallen bis zu 2,7 cm.

### Schädel- und Gebissmerkmale
Der Schädel ist 33,6 bis 35,9 mm lang und am Hirnschädel 14,1 bis 15,0 mm breit sowie 9,4 bis 10,2 mm hoch. Das Rostrum nimmt 14,6 bis 15,7 mm der Schädellänge ein, seine Breite variiert von 4,9 bis 5,6 mm. Insgesamt ist der Schädel damit klein und im hinteren Abschnitt hoch gewölbt und zudem mit einem ausgedehnten, jedoch schmalen Schnauzenabschnitt ausgestattet. Auffallend sind der stumpfe Winkel, in dem sich die vorderen Enden des Mittelkieferknochens treffen sowie das lange Nasenbein, das etwa 37 % der Schädellänge ausmacht. Der Unterkiefer misst 23,9 bis 25,9 mm in der Länge. Dessen horizontaler Knochenkörper ist robust und der Kronenfortsatz breit gestaltet. Bei Hylomys peguensis zeigt sich letzterer schmaler, wodurch ein deutlich weiterer Abstand zum Gelenkfortsatz entsteht als bei Hylomys macarong.
Das Gebiss besteht mit 44 Zähnen aus der vollständigen Anzahl der Höheren Säugetiere. Dadurch lautet die Zahnformel: {\displaystyle {\frac {3.1.4.3}{3.1.4.3}}}. Markant ist der deutlich verlängerte obere innere Schneidezahn. Er hat die Gestalt eines Eckzahns (caniniform) und ist leicht schräg nach innen gestellt, so dass der Abstand zwischen beiden Zähnen zur Spitze hin enger wird. Hier tritt außerdem ein Geschlechtsdimorphismus auf, da männliche Individuen mit einer Zahnhöhe von 2,6 bis 4,5 mm deutlich längere Zähne aufweisen als weibliche mit 2,6 bis 3,2 mm. Bei Hylomys peguensis ist der obere innere Schneidezahn generell kürzer und weist keine geschlechtsspezifischen Unterschiede auf. Der vierte obere Prämolar ist bei den Kleinen Rattenigeln allgemein ähnlich den Molaren (molariform). Allerdings fehlt bei Hylomys macarong ein wangenseitiges Cingulum, also ein tiefer sitzender Zahnschmelzwulst, der bei Hylomys peguensis gut entwickelt vorkommt. Die obere Zahnreihe wird 16,1 bis 17,4 mm lang, die untere 15,8 bis 17,1 mm.

### Genetische Merkmale
Der diploide Chromosomensatz lautet 2n = 48. Er besteht aus 10 zweiarmigen und 14 acrozentrischen Autosomenpaaren. Das X-Chromosom ist mittelgroß und submetazentrisch. Die fundamentale Nummer (Anzahl der Autosomenarme) beträgt 64.

## Verbreitung und Lebensraum
Das Verbreitungsgebiet von Hylomys macarong beschränkt sich auf eine kleine Region im südöstlichen Teil des festländischen Südostasiens. Die Art kommt im südlichen Vietnam in den Provinzen Lâm Đồng und Đắk Lắk vor. Dort ist sie in den Lang-Bian-Bergen und auf der Dak-Lak-Hochebene, welche zum Zentralen Hochland gehören, sowie in den umgebenden Tiefländern heimisch. Als Habitate dienen in tieferen Lagen teils laubwerfende Wälder aus Flügelfruchtgewächsen mit sehr dichtem Unterbewuchs aus Gebüschen, Setzlingen und Lianen. In mittleren und höheren Berglagen kommen Waldsavannen, die einen dichten Grasbewuchs aufweisen und mit Pinus kesiya bestanden sind, sowie immergrüne Wälder hinzu. Die meisten Tiere wurden bisher auf Grasflächen unter Baumstämmen oder an Waldrändern, in Gebüschen in der Nähe von Wasserflächen oder unter Schraubenbäumen in Feuchtgebieten beobachtet. Bisher keine Nachweise gibt es in Bambuswäldern oder solchen aus Buchengewächsen. Die Höhenverbreitung reicht von 30 bis 1750 m über dem Meeresspiegel.

## Lebensweise
Über die Lebensweise von Hylomys macarong liegen kaum Informationen vor. Ein junges weibliches und ein ausgewachsenes männliches Individuum wurden gemeinsam beobachtet. Möglicherweise weist dies auf elterliche Fürsorge hin oder darauf, dass sich die Territorien der Männchen temporär mit den Aktionsräumen des Nachwuchses überschneiden. Jungtiere wurden bisher vor allem von September bis Mitte Oktober registriert. Auffallend ist außerdem, dass männliche Exemplare im Zeitraum von Juli bis September eine rostfarbene Bauchseite kennzeichnet, was von Jungtieren und Weibchen nicht bekannt ist und eventuell einen geschlechtsspezifischen Unterschied darstellt. Die charakteristische Bauchfärbung verliert sich offensichtlich danach. Ein männliches Tier wies im September außerdem vergrößerte Hoden auf. Beides könnte auf das Ende der Fortpflanzungsperiode hindeuten. An einem Exemplar aus den Lang-Bian-Bergen wurden Flöhe der Gattung Lentistivalius  dokumentiert.

## Systematik
Hylomys macarong ist eine Art aus der Gattung der Kleinen Rattenigel (Hylomys), die insgesamt sieben Vertreter umfasst. Die Gattung wiederum bildet einen Teil der Familie der Igel (Erinaceidae) und wird innerhalb dieser der Unterfamilie der Rattenigel (Galericinae) zugeordnet. Die Rattenigel zeichnen sich gegenüber den Stacheligeln (Erinaceinae) durch ein weicheres Fell sowie durch ein eher spitzmausartiges äußeres Erscheinungsbild aus. Die Kleinen Rattenigel schließen hierbei kleinere Angehörige der Rattenigel ein, die ein bräunliches Fell von borstiger bis moderat weicher Struktur charakterisiert. Molekulargenetischen Analysen zufolge trennten sich die beiden Unterfamilien bereits im Unteren Eozän vor rund 53 Millionen Jahren voneinander ab. Eine stärkere Diversifizierung der Rattenigel begann im Oberen Eozän vor etwa 37 Millionen Jahren. Die Linie der Kleinen Rattenigel lässt sich genetisch bis in das ausgehende Untere Miozän vor etwa 16,8 Millionen Jahren zurückverfolgen, ihre Aufspaltung setzte hingegen erst im ausgehenden Oberen Miozän vor 7,8 Millionen Jahren ein. Als nächster Verwandter von Hylomys macarong kommt Hylomys peguensis in Betracht, welches einen größeren Teil des festländischen Südostasiens besiedelt.  Beide Arten bestehen seit dem Übergang vom Miozän zum Pliozän vor 5,3 Millionen Jahren als eigenständige Entwicklungslinien. Ihre gemeinsame Klade bildet die Schwestergruppe zu den übrigen Kleinen Rattenigeln.
Ursprünglich wurde die Population der Kleinen Rattenigel im südlichen Vietnam als Variante des Kurzschwanz-Rattenigels (Hylomys suillus) betrachtet, der als weit über Südostasien verbreitet galt. Der achte Band des Standardwerkes Handbook of the Mammals of the World aus dem Jahr 2018 führte diese innerhalb der postulierten Unterart H. s. microtinus. Die Eigenständigkeit der dortigen Tiere zeichnete sich allerdings bereits in genetischen Untersuchungen ab, die im Jahr 2014 von Anna A. Bannikova und Kollegen vorgelegt worden waren. Spätere Analysen bestätigten dies. Im Jahr 2023 fand eine Revision der Gattung der Kleinen Rattenigel statt, die basierend auf sowohl genetischen als auch morphologischen Merkmalen zu einer stärkeren Aufgliederung führte. Im Zuge dessen wurden die Tiere aus dem südlichen Vietnam als eigenständige Art unter dem wissenschaftlichen Namen Hylomys macarong erstbeschrieben. Den Holotyp bildet ein männliches Individuum, das im Juli 1961 von Bernard R. Feinstein bei Phú Sơn im Kreis Lâm Hà gesammelt worden war. Die Lokalität ist damit als Typusgebiet ausgewiesen und liegt in einer Höhe von 1200 m über dem Meeresspiegel. Das Artepitheton macarong entstammt der vietnamesischen Sprache (Ma cà rồng) und bedeutet so viel wie „Vampir“. Es bezieht sich auf die außerordentlich großen vorderen oberen Schneidezähne.

## Bedrohung und Schutz
Hylomys macarong wird derzeit nicht von der IUCN erfasst. Das Verbreitungsgebiet der Art liegt in einer Region mit starker menschlich verursachter  Entwaldung. Es sind Untersuchungen notwendig, inwiefern eine Toleranz auf Umweltveränderungen besteht. Zudem ist die tatsächliche Ausdehnung des Vorkommens unbekannt. Die Tiere treten im Nationalpark Bu Gia Map und im Nationalpark Cat Tien, möglicherweise auch in weiteren Schutzgebieten auf.